# Bogádmindszent
Bogádmindszent község Baranya vármegyében, a Sellyei járásban.

## Fekvése
Harkánytól északnyugatra fekszik; a szomszédos települések: észak felől Téseny, északkelet felől Tengeri, kelet felől Hegyszentmárton, dél felől Páprád, nyugat felől Gilvánfa, északnyugat felől pedig Ózdfalu.

### Megközelítése
Legfontosabb közúti megközelítési útvonala a Pécstől az ormánsági Vajszlóig húzódó 5801-es út. Az 58-as főút túronyi szakaszával az 5815-ös út, Ózdfaluval pedig az 58 149-es számú mellékút köti össze.
Vasútvonal nem érinti.

## Története
Czinderybogád és Mindszent házasságából alakult ki a mai község. Bogádról 1276-ban olvashatni először Bugad, Mindszentről 1332-ben Mendschent alakban.
Mindszent volt Batha földje, később Újmindszent néven vált ismertté, míg Bogád Topor faluval egyesülve a hódoltság idején nyeri el mai településszerkezetének alapjait.
Bogád a 19. század elején, Újmindszent a 19. század közepén emelt református templomot, majd az 1935-ös egyesüléskor katolikus kápolnát is avattak.

## Közélete

### Polgármesterei
- 1990–1994: Bodonyi Ferenc (független)[3]
- 1994–1998: Dr. Takács Gyula (független)[4]
- 1998–2002: Nagy János (független)[5]
- 2002–2006: Nagy János (független)[6]
- 2006–2010: Nagy János (független)[7]
- 2010–2014: Nagy János (Fidesz-KDNP)[8]
- 2014–2019: Vas Csaba (független)[9]
- 2019–2024: Vas Csaba (független)[10]
- 2024– : Nagy János (független)[1]

## Népesség
A település népességének változása:
| Lakosok száma | 433  | 414  | 425  | 414  | 401  | 356  | 379  | 361  |
|               | 2013 | 2014 | 2015 | 2019 | 2021 | 2022 | 2023 | 2024 |

A 2011-es népszámlálás során a lakosok 95,5%-a magyarnak, 0,2% bolgárnak, 39,2% cigánynak, 0,5% görögnek, 1% horvátnak, 0,5% németnek mondta magát (4,3% nem nyilatkozott; a kettős identitások miatt a végösszeg nagyobb lehet 100%-nál). A vallási megoszlás a következő volt: római katolikus 65,3%, református 9,2%, evangélikus 0,2%, görögkatolikus 2,4%, izraelita 0,2%, felekezeten kívüli 11,2% (11,2% nem nyilatkozott).
2022-ben a lakosság 93,3%-a vallotta magát magyarnak, 14,3% cigánynak, 0,3% horvátnak, 1,1% egyéb, nem hazai nemzetiségűnek (6,7% nem nyilatkozott; a kettős identitások miatt a végösszeg nagyobb lehet 100%-nál). Vallásuk szerint 48% volt római katolikus, 5,1% református, 0,6% görög katolikus, 1,4% egyéb keresztény, 5,1% egyéb katolikus, 12,4% felekezeten kívüli (27,5% nem válaszolt).

## Nevezetességei
- A mindszenti református templom 1847-ben épült.
- A bogádi református templom a 19. század elején épült.